# Hipódromo de Sha Tin
El Hipódromo de Sha Tin (en chino: 沙田馬場) es uno de los dos hipódromos para carreras de caballos en Hong Kong una región administrativa especial de China. Se encuentra en Sha Tin, en los Nuevos Territorios. Es administrado por el Club de Jockey de Hong Kong (chino: 香港賽馬會). El parque Penfold (彭福公園) está rodeada por la pista, y el Instituto de Deportes de Hong Kong se encuentra inmediatamente al sur de la propiedad.
Fue construido en 1978 (bajo la administración de Sir David Akers-Jones, el entonces Secretario de los Nuevos Territorios) en terrenos ganados al mar, siendo la mayor de las dos pistas en Hong Kong.